# Csiborfélék

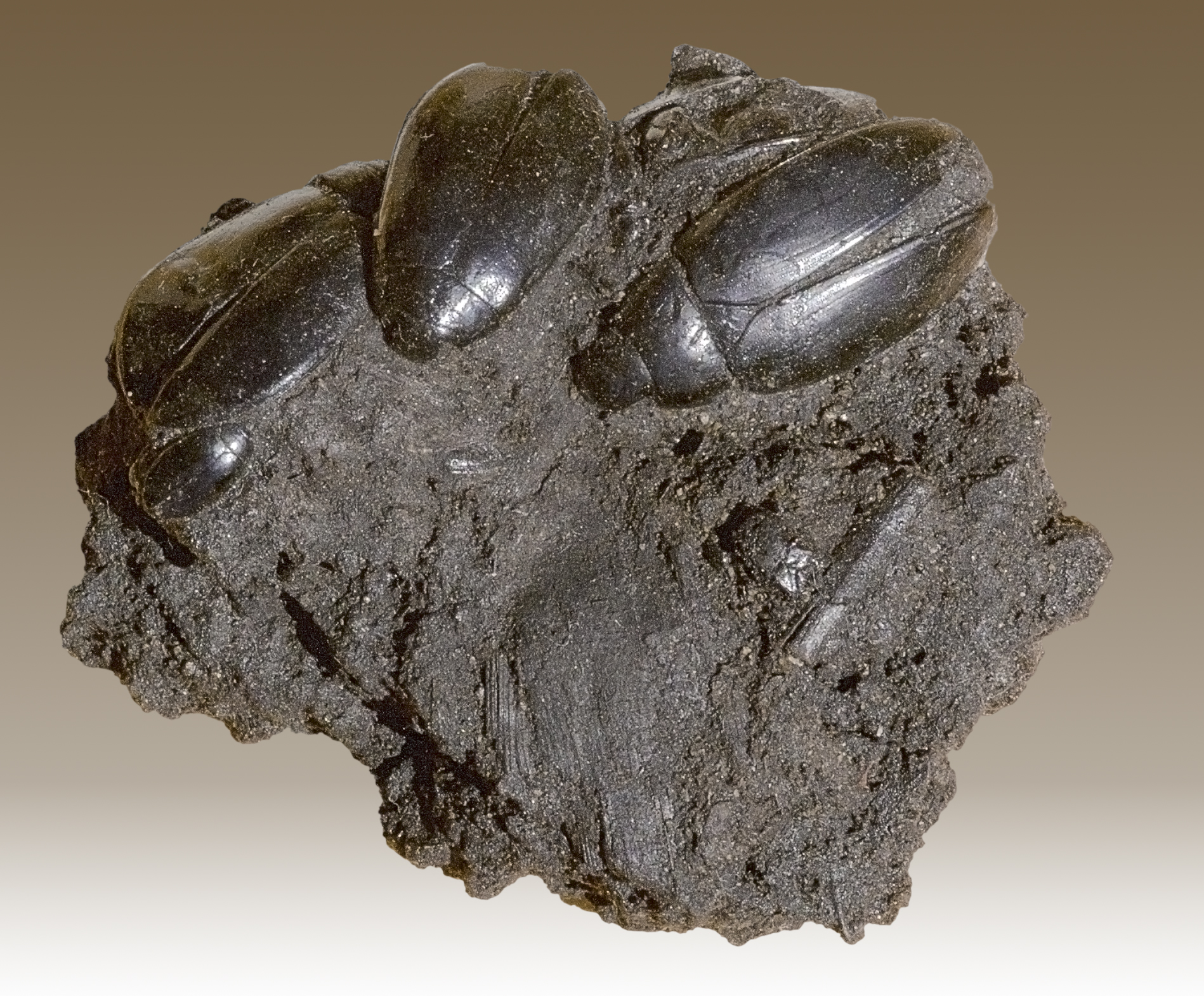
Hydrophilus sp. fosszilis formában

A csiborfélék (Hydrophilidae) a rovarok (Insecta) osztályában a bogarak (Coleoptera) rendjéhez, ezen belül a mindenevő bogarak (Polyphaga) alrendjéhez tartozó család.
Mintegy 2300 leírt fajukból Magyarországon 73 ismert.

## Életmódjuk
Csak egy részük él vízben, de a szárazföldön élők is ragaszkodnak a nedves környezethez. A víz alatti oxigénigényüket a hasi oldal szőrein tárolt levegőből fedezik; ezt a tor szőrzete és a túlnyúló szárnyfedők segítik. A légcseréhez fejüket féloldalasan a vízfelszínre emelik, és csápjukat begörbítve kis csatornát alakítanak ki a tartalék légpárna felé. A levegőt a vízből kiemelt csápbunkó finom szőrzetének rezgetésével hajtják a hasukhoz.
Lárváik ragadozók, az imágók korhadék- vagy növényevők.

## Rendszertani felosztásuk
A családba négy alcsaládot sorolnak:
- Horelophinae alcsalád (Hansen, 1991); típusneme:
  - Horelophus
- Horelophopsinae alcsalád (Hansen, 1997); típusneme:
  - Horelophopsis
- Hydrophilinae alcsalád hat nemzetséggel:
  - Anacaenini
  - Berosini
  - Chaetarthriini
  - Hydrophilini
  - Laccobiini
  - Sperchopsini
- Sphaeridiinae alcsalád kilenc nemzetséggel:
  - Andotypini
  - Borborophorini
  - Coelostomatini
  - Megasternini
  - Omicrini
  - Protosternini
  - Rygmodini
  - Sphaeridiini
  - Tormissini

## Ismertebb fajok
- Közönséges óriáscsibor (Hydrophilus piceus) (Linnaeus, 1775)